# Jorge Taiana
Jorge Enrique Taiana (Buenos Aires, 31 de mayo de 1950) es un político y sociólogo peronista argentino con especialización en diplomacia y derechos humanos. Fue ministro de Defensa de la Nación (2021-2023), senador nacional (2019-2021), presidente del Parlamento del Mercosur (2015-2019), legislador de Buenos Aires (2013-2015), ministro de Relaciones Exteriores, Comercio Internacional y Culto (2005-2010), miembro de la Comisión Interamericana de Derechos Humanos (1996-2001) y embajador en Guatemala (1992-1996).

## Biografía

### Comienzos
Es hijo de Jorge Alberto Taiana, médico personal de Juan Domingo Perón y ministro de Educación durante su último gobierno.
Cursó sus estudios secundarios en el Colegio Nacional de Buenos Aires hasta su egreso en 1968, donde conoció a Felipe Solá y a otros políticos destacados.  
Durante la década de 1970, militó en el grupo Descamisados que se sumaría a la Juventud Peronista. Por entonces, sus compañeros lo llamaban «El canciller», debido a sus modos reservados, aspecto impecable y marcada diplomacia para discutir los temas acalorados que se debatían en la agrupación política. Su actividad en Descamisados terminó en 1972.
Ocupó su primer cargo público en 1973, concretamente la Jefatura de Gabinete del Ministerio de Educación de la Nación. Se desempeñó como asesor de la Comisión de Relaciones Exteriores de la Cámara de Diputados y fue coordinador del Centro de Estudios Sociales del Servicio de Paz y Justicia en América Latina (SERPAJ). Es socio del Centro de Estudios Legales y Sociales (CELS).

### Detención
Luego de haber sido amenazado reiteradas veces por la Triple A que le endilgaba haber participado de un atentado de Montoneros, fue encarcelado el 29 de junio de 1975, durante el gobierno de María Estela Martínez de Peron. Estuvo preso siete años; la mayor parte, en el Penal de Rawson, junto con el futuro legislador porteño Juan Carlos Dante Gullo y el diputado nacional Carlos Kunkel.

### Docencia universitaria
Una vez obtenida su libertad, se licenció en la carrera de Sociología en la Universidad de Buenos Aires y cursó estudios en la Maestría en Ciencias Sociales en la Facultad Latinoamericana de Ciencias Sociales (FLACSO).
Con el regreso de la democracia, ejerció como profesor de Comunicación Social del Instituto Universitas y, luego, en el área de Sociología en la Facultad de Psicología de la Universidad de Buenos Aires. Realizó trabajos de investigación en el Conicet. Fue disertante en varios congresos internacionales sobre temas relacionados con los Derechos Humanos.

### Embajador en Guatemala y la OEA (1992-2001)
Previo a su designación como ministro de Relaciones Exteriores, fue nombrado en Cancillería como subsecretario de Organismos y Asuntos Especiales, Subsecretario de Política Exterior, y Director de Organismos Internacionales.
Fue embajador en Guatemala entre 1992 y 1996. Desde 1996 hasta 2001 fue Secretario Ejecutivo de la Comisión Interamericana de Derechos Humanos de la OEA. Presidió más de 30 misiones y su tarea dentro del organismo americano fue verificar violaciones a los derechos humanos y promover y concretar acuerdos de solución amistosa entre autoridades y peticionarios.
A su regreso a Argentina fue docente de la Universidad Nacional de Quilmes. Durante el gobierno de Felipe Solá fue secretario de Derechos Humanos del Gobierno de la Provincia de Buenos Aires.

### Ministro de Relaciones Exteriores (2005-2010)

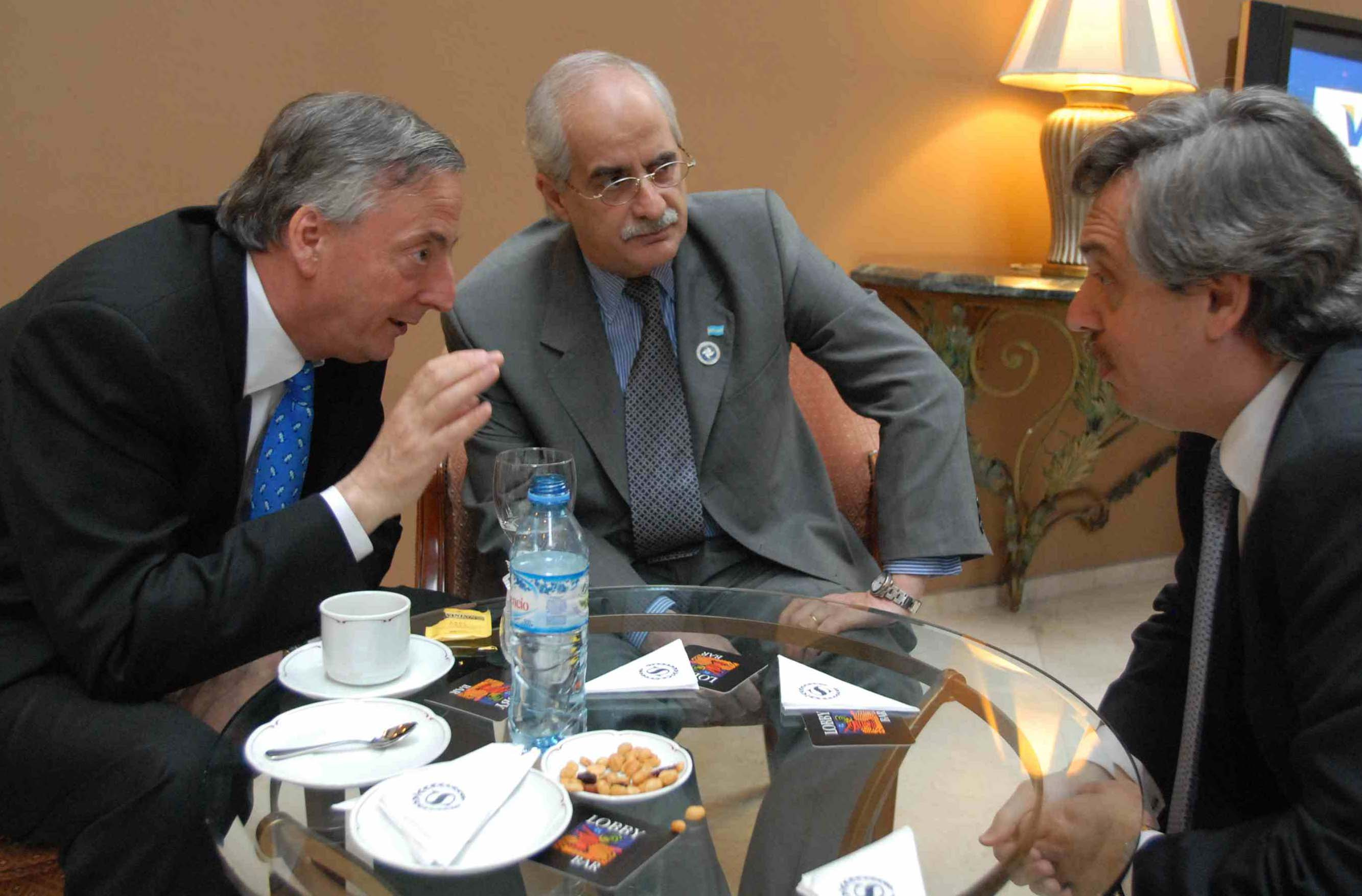
Taiana junto a Kirchner y Alberto Fernández.

Con la llegada al poder de Néstor Kirchner en 2003, el Poder Ejecutivo designó a Taiana secretario de Relaciones Exteriores el 29 de mayo de ese año. En 2005 el ministro Bielsa renunció y en su lugar Kirchner nombró a Taiana (el 1.º de diciembre).
Simultáneamente con la asunción como ministro, renunció al cargo de secretario. Fue sustituido por Roberto García Moritán (p).
Desde su puesto de canciller participó como garante en una misión humanitaria denominada Operación Emmanuel en Colombia, para la liberación de unos secuestrados retenidos por la guerrilla de las FARC.
El 18 de junio de 2010, presentó su renuncia a la titularidad del Ministerio de Relaciones Exteriores Comercio Internacional y Culto por razones personales según consta en su manuscrito a la presidenta.

### De 2010 a 2022

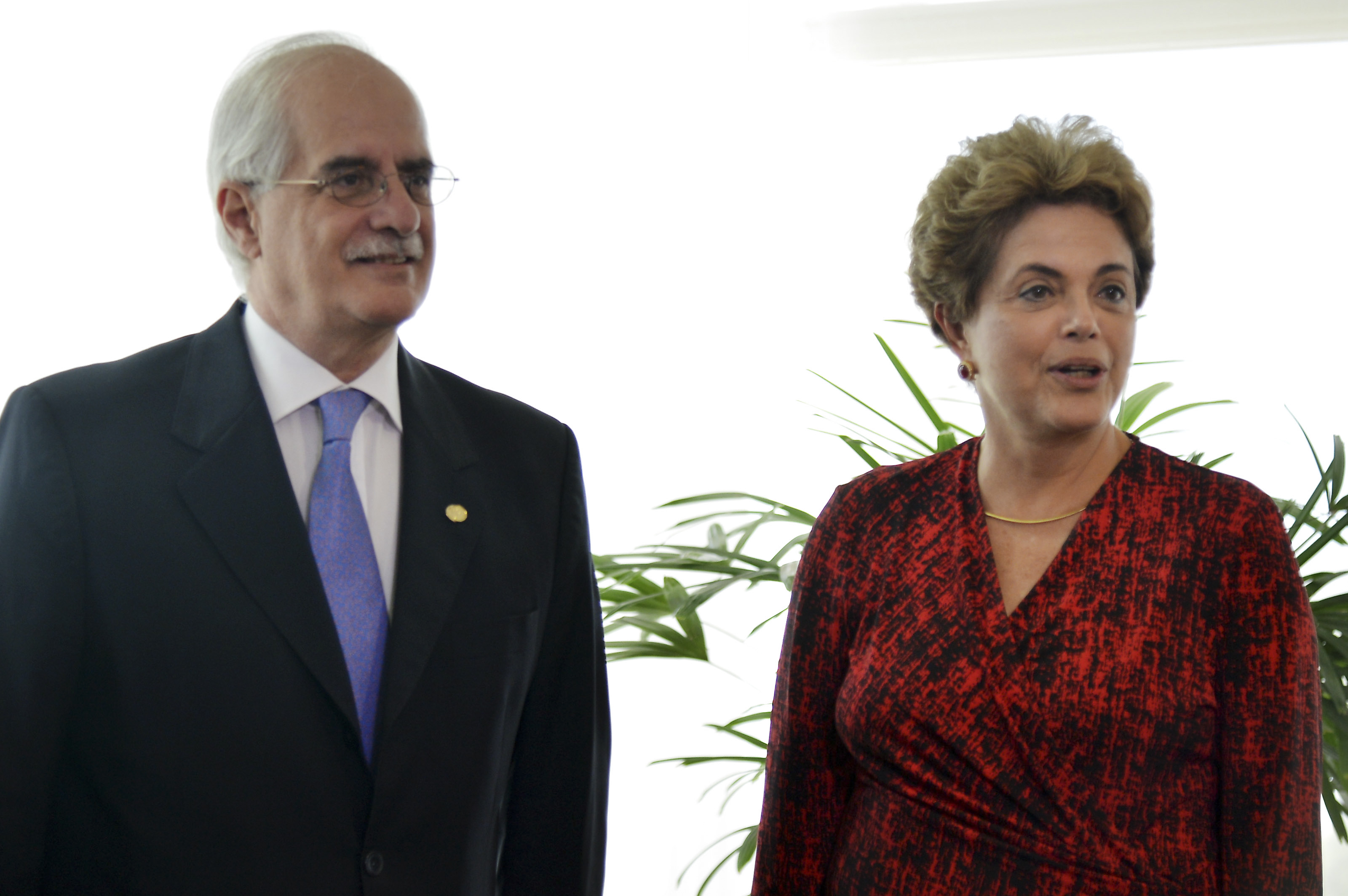
Taiana como presidente del Parlasur junto a Dilma Rousseff.

En 2013, en el marco de las elecciones legislativas, encabezó la lista de candidatos a legisladores porteños por el Frente para la Victoria (FPV) en la Ciudad Autónoma de Buenos Aires escaño que asumió el 10 de diciembre con mandato hasta 2017.
Luego de bajar su candidatura presidencial el 14 de mayo de 2015, encabezó la nómina de diputados del Parlasur por el Frente para la Victoria, secundado por figuras como Agustín Rossi, Teresa Parodi, Daniel Filmus, entre otros. Obtuvo el escaño al ganar las elecciones en esa categoría y asumió el 10 de diciembre luego de renunciar al cargo de legislador de la Ciudad de Buenos Aires. Fue votado por sus pares para presidir el Parlasur a partir del 1 de enero de 2016, en el marco de la presidencia pro tempore de la Argentina.
Fue candidato a senador por la Provincia de Buenos Aires en las elecciones legislativas de 2017, acompañando en segundo lugar a la expresidenta Cristina Kirchner en la lista de Unidad Ciudadana. 
En 2019 asumió el escaño como senador nacional en reemplazo de Cristina Fernández de Kirchner, quien asumió como vicepresidenta de la Nación con Alberto Fernández como presidente. El 11 de agosto de 2021 abandonó el Senado al ser designado al frente del Ministerio de Defensa de la Nación. Fue sustituido por Juliana Di Tullio.

## Testimonio de su detención durante la Dictadura
Durante el Proceso de Reorganización Nacional estuvo detenido durante siete años, la mayor parte, en el Penal de Rawson, con Juan Carlos Dante Gullo y Carlos Kunkel. Durante el Proceso estuvo detenido en las cárceles de Devoto, La Plata, Sierra Chica, Rawson y Caseros. Taiana se encontraba detenido desde fines de junio de ese año,  Diarios como La Nación dan cuenta del arresto en un artículo publicado el 29 de ese mes.En 2007 fue citado como testigo ante la justicia. Allí relató su paso por uno de los “pabellones de la muerte”, mencionó los nombres de los oficiales más activos en los castigos y contó cómo él y sus compañeros se fueron dando cuenta de que un “traslado” significaba asesinato. Taiana fue liberado en 1982. Su testimonio permitió la condena de tres represores.En el proceso judicial por violaciones a los DDHH fueron juzgados el ex director de la unidad Abel Dupuy y los antiguos agentes Isabelino Vega, Víctor Ríos, Elvio Cosso, Catalino Morel, Ramón Manchado Fernández, Jorge Luis Peratta, Segundo Basualdo, Valentín Romero, Héctor Acuña, Raúl Rebaynera y los médicos Carlos Jurio, Enrique Corsi y Luis Favole.
Tras testificar opinó que los sobrevivientes de la dictadura tienen "la obligación de contribuir al esclarecimiento de la verdad y que se haga justicia, además de recordar a los mártires".